# روبرت أي. دبليو. لونديس
روبرت أي. دبليو. لونديس (بالإنجليزية: Robert A. W. Lowndes)‏ (4 سبتمبر 1916 - 14 يوليو 1998)؛ روائي أمريكي.